# Færøske kroner
Færøske kroner (færøsk: føroyska krónan) er valutaen på Færøerne.
Færøske kroner er ikke en uafhængig valuta, men almindelige danske pengesedler med færøske motiver og de udstedes ligesom anden dansk valuta af Danmarks Nationalbank. Mellem 2001 og 2005 blev den hidtil anvendte serie erstattet af en ny serie med forbedret sikkerhed, der skulle beskytte mod forfalskninger. Der bruges samme mønter som i resten af Danmark.
Eftersom færøske kroner ikke er en uafhængig valuta, findes der ingen tilsvarende ISO 4217-kode. I stedet bruges blot ISO 4217-koden for danske kroner, dvs. DKK.
På Færøerne betragtes danske sedler som udenlandsk valuta, ligesom færøske sedler i Danmark. De er derfor som udgangspunkt ikke gyldige betalingsmidler disse steder. Dog kan begge sedler veksles vederlagsfrit af Nationalbanken. Desuden er der en række erhvervsdrivende begge steder, som frivilligt accepterer denne udenlandske valuta alligevel.
Ifølge Lov om pengesedler m.v. på Færøerne af 12. april 1949 udstedes pengesedlerne med samme værdi som de danske. Aministrationen af pengevæsenet hører under Statsministeriet, mens den lokalt varetages af rigsombudsmanden sammen med en repræsentant for landsstyret.